# Zimbor
Zimbor è un comune della Romania di 1 135 abitanti, ubicato nel distretto di Sălaj, nella regione storica della Transilvania.
Il comune è formato dall'unione di 5 villaggi: Chendremal, Dolu, Sâncraiu Almașului, Sutoru, Zimbor.
Di particolare rilievo è la chiesa lignea dell'Assunzione di Maria (Adormirea Maicii Domnului), che un'iscrizione posta al di sopra del portale d'ingresso indica essere stata costruita nel 1643.

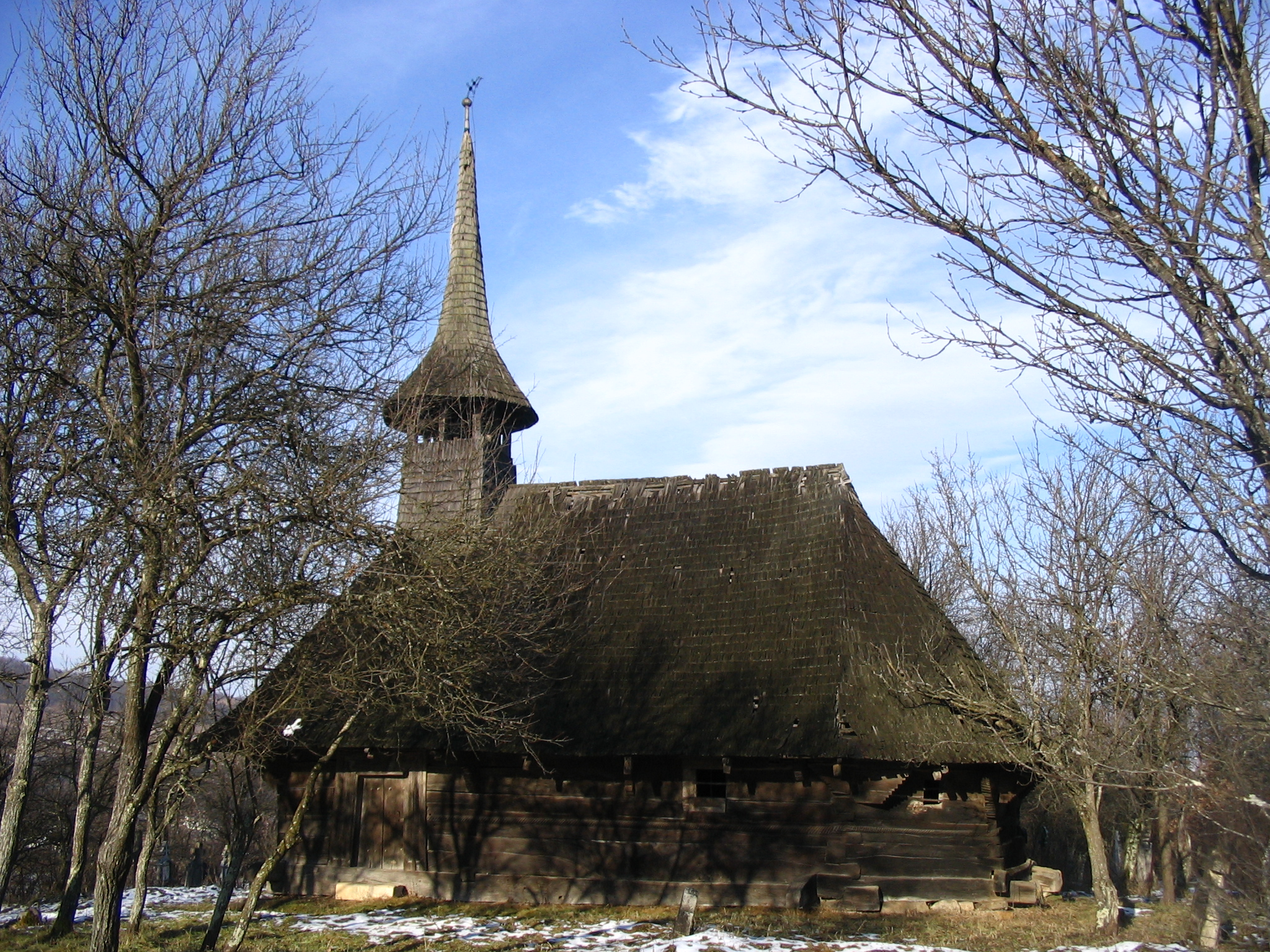
La chiesa lignea di Zimbor